# Adler Ignác
Adler Ignác (Ungvár, 1851. május 2. – Bécs, 1871 után) zeneszerző, zenei gyorsíró, zeneesztéta.

## Élete
Zsidó származású volt, tanulmányai után nyelvtani, zenei és gyorsírási stúdiumokkal foglalkozott. Legérdekesebb ötlete a zenegyorsírás, a zenei hangoknak a beszéd mintájára való gyors leírása. 1870-ben már megjelent a hangversenyeken és lemásolta az előadott műveket. Két esztendeig küzdött a terv megvalósításáért, de anyagi segítséget nem tudott szerezni találmánya népszerűsítésére. Ezután Bécsbe ment és ott halt meg.